# 山村久
山村 久（やまむら ひさし、1899年4月25日 - 1988年12月28日）は、日本の政治家。品川区議会議員（1期）、第4代品川区議会議長、東京都議会議員（7期）、第25代東京都議会議長を歴任した。

## 経歴
1899年4月25日、福井県に生まれる。1933年に金沢医学専門学校（現金沢大学医薬保健学域）卒業。1951年に荏原医師会長となる。また、同年から品川区議会議員を1期4年務める。この間、第4代品川区議会議長（1952年6月11日から1953年10月4日）を務めた。1955年、東京都議会議員選挙に品川区選挙区から立候補して、初当選する。その後、港湾委員会委員長（1956年）を務めた。1958年5月1日に衆議院選挙に立候補するため都議会議員を辞職した。第28回衆議院議員選挙に旧東京2区から無所属で立候補するが、全体の6番目で落選した。1963年の都議会議員選挙で都議会議員に返り咲く。その後は、建設労働委員会委員長（1966年から1967年）、都議会自民党幹事長（1971年から1972年）、議会運営委員会委員長（1971年から1972年）を歴任した。1975年12月に第25代東京都議会議長に就任した。1976年からは全国都道府県議会議長会会長も務める。1977年7月に議長を退任した。1985年の任期満了で都議を退任した。1988年12月28日に死去した。

## 栄典
- 1968年 - 藍綬褒章[1][2]
- 1974年 - 勲三等瑞宝章[1]
- 1985年 - 勲二等瑞宝章[1][2]
- 没後 - 従四位[2]

## 子女
- 養子 - 山村秀夫（麻酔学者）[1]